# Platygaster caninifrons
Platygaster caninifrons är en stekelart som först beskrevs av Charles Thomas Brues 1910.  Platygaster caninifrons ingår i släktet Platygaster och familjen gallmyggesteklar. Inga underarter finns listade i Catalogue of Life.